# Hans Aron
Hans Aron (geboren 19. August 1881 in Berlin; gestorben 11. Dezember 1958 in Chicago) war ein deutscher Arzt.

## Leben
Er war der Sohn von Jacques Aron aus Berlin. Nach dem Besuch des Friedrichwerderschen Gymnasiums und des Gymnasiums in Berlin-Lichterfelde nahm Hans Aron 1899 ein Chemiestudium an der Universität München auf, das er 1903 an der Universität Berlin durch die Promotion zum Dr. phil. abschloss. Anschließend blieb er an der Universität in Berlin und studierte dort fünf Jahre Medizin. In dieser Zeit arbeitete er von 1905 bis 1907 als Assistent am Tierphysiologischen Institut der Landwirtschaftlichen Hochschule Berlin. 1908 promovierte er zum Dr. med. und erhielt 1911 die Approbation.
Im Auftrag der US-Regierung wurde Hans Aron einige Jahre nach Manila als Professor an die Philippine Medical School berufen. 1912 kehrte er in das Deutsche Reich zurück und ging als Laborleiter an die Universitätskinderklinik in Breslau. Nach dem Ausbruch des Ersten Weltkrieges erhielt er seine Einberufung zum Militär. Die wenige Freizeit nutzte er, um an seiner Habilitation zu arbeiten, die er 1917 in Breslau erfolgreich verteidigte. 1919 gründete er die Kinderabteilung am Jüdischen Krankenhaus in Breslau, deren Leitung er bis 1935 übernahm. Gleichzeitig war er auch als Sportarzt tätig.
Im Jahre 1920 erfolgte seine Ernennung zum nichtbeamteten außerordentlichen Professor für Kinder-Heilkunde an der Universität Breslau. Nach der Machtergreifung der Nationalsozialisten verlor Aron als Jude Ende 1935 die Lehrbefugnis. 1938 emigrierte er mit seiner Familie in die USA. Dort erwarb er 1939 die Medical License und praktizierte am Children’s Memorial Hospital in Chicago als Kinder- und Sportarzt.

## Familie
Er heiratete Julie geborene Cohn, Tochter eines Amtsgerichtsrates, die ebenfalls zwischen 1914 und 1938 als Kinderärztin in Breslau tätig war.

## Veröffentlichungen (Auswahl)
Seine Forschungsthemen waren u. a. Wachstumsstörungen und Nährschäden bei Kindern, über die er mehrfach publizierte.